# Vriesea burgeri
Vriesea burgeri är en gräsväxtart som beskrevs av Lyman Bradford Smith. Vriesea burgeri ingår i släktet Vriesea och familjen Bromeliaceae. Inga underarter finns listade i Catalogue of Life.